# Mirror2:Project X
《Mirror2:Project X》，是中國獨立遊戲商KAGAMI WORKS开发的消除类游戏，为色情消除类游戏《Mirror》的续作。

## 内容
本作为使用虚幻4引擎制作的美少女消除类游戏，与前作为2D色情游戏不同，本作是没有色情内容的3D游戏。游戏的益智小游戏部分为消除类游戏，玩家要把三个颜色相同的“宝石”连成一条直线即可消除。宝石有4种类型，消除不同的宝石会造成不同能力：消除感性芯片会对敌人造成感性伤害，消除理性芯片会对敌人造成理性伤害，消除治疗机器人会回复生命值，消除精神力宝石会恢复精神力，消耗精神力来使用道具。游戏支持场外养成体系，玩家可以升级技能与宝石和在商店购买道具补给。
本作一章为一个故事，每一次战斗结束之后获得搜集物，搜集物配上大量的文字描述，以此填充世界观。游戏存在剧情节点，每次选择只决定剧情走向，而不同的选择将会进入不同的故事线，玩家可以通过剧情树随时回溯到上一个节点做出不同选择。玩家通过在消除类游戏中的回合限制内达到指定目标，即可通关并解锁新剧情分支。

## 剧情
第一章：联邦研究保护局的研究员神宫寺直人是超自然领域的天才。偶然的机会，直人接受首例活体恶魔的研究工作。但随着位面重叠的加剧，联邦研究保护局理事会也开始着急于取得研究进展，为此不惜采用激进的研究方式。直人不赞同理事会毫无敬畏的方向，且对活体恶魔产生一定的同理心，在理事会强硬的命运面前，直人面临抉择。
第二章：曾被大地母亲庇护着的奥勒大陆成了一片荒漠，大地干裂万物死亡。作为原住民的女主角猫人菈妮踏上旅途，需要克服极端天气穿越危险沙漠，努力试图到达最终目的地。
第三章在剧情上与前作产生关联，玩家将在眼前的心上人倩兮和两百年前的僵尸小师妹之间做出抉择。

## 发行
2020年6月，KAGAMI WORKS正式公开《Mirror2》，并在kickstarter发起众筹，目标是2个月内筹得387.5万港元，根据众筹结果，本体和DLC包含的角色数量不同（4个或6个），最高档包含Steam创意工坊以及VR模式。8月，众筹结束，只筹得53.2万港元，官方表示虽然众筹失败，但仍继续开发游戏，所有参与过众筹的玩家（包括中途取消认缴的玩家）将免费获得游戏本体以及后续所有的DLC。2021年12月，游戏在Steam正式上线，游戏官方宣布游戏将于2022年1月28日开启抢先体验，内容包含游戏故事模式第一章的全部内容，预计完整版将有六个章节，完整版预计在抢先体验8至12月后完成，期间会陆续解锁新内容，卡牌和成就将与完整版同步推出。2022年1月14日，官方宣布提前一星期于1月21日发售。
2022年1月21日，游戏正式发售，发售2小时后游戏在Steam全球热销榜排名第一。官方宣布游戏本体故事模式将由原定的6章追加至8章，未来将免费赠送一个服装DLC。4月，游戏更新故事模式第二章。6月9日，游戏对家园模式开放Steam创意工坊。6月23日，游戏更新故事模式第三章。8月14日，Steam平台方以“传播社区规则禁止的内容”为由，暂时隐藏了游戏创意工坊对玩家的可见性。官方称正在与Steam沟通，希望玩家能耐心等待。24日，游戏更新故事模式第四章，并重新开放创意工坊。9月30日，官方发布公告，表示有限抢先体验版发布时没有声明本作内容仅为“16+”级别，可能误导部分购买游戏的玩家，公告发布前付费购买游戏的玩家可申请无条件退款，游戏本体原定的8个章节免费增加至12个章节，拥有游戏的玩家购买《Mirror 2: Project Z》将获得额外折扣。
2023年3月9日，开发组宣布公司破产解散，游戏终止后续开发。6月，游戏宣布正式登陆PS5。

## 评价
游戏上线3天后，在Steam上的好评率为97%。根据Steamdb，本作是2022年Steam好评最高的新游戏。根据steam250，本作是2022年好评第二的游戏。2022年8月，创意工坊被Steam平台下架后，好评率降至70%左右。在9月30日官方发布公告后，大量的玩家对其表示不满，同时官方所说的"无条件退款"也需人工审核，并进入需要突破网络审查的第三方站点填写含有个人隐私（Steam账号授权登陆，填写支付宝）的信息，好评率已经跌至3％。
游侠网评价：“现阶段的《Mirror2》尽管已经很有乐趣，但整体的赶工痕迹还是比较明显的”，“BUG一定程度上拉低了游戏体验”，“在这样匆忙的情况下还能送上这样的第二章内容，这点缺憾也还可以接受。在现阶段只有两章剧情和挑战模式的前提下，《Mirror2》已经让玩家拥有不错的游戏体验”。
17173作者柴大帅评价：“通过此作我们可以看到开发者更大的雄心壮志。更为精良的游戏画面，别有意思的剧情故事以及一脉相承的三消玩法，或许未来某一天提及《Mirror》系列之时，会有人想到这是一款优秀的三消游戏。”